# فرودگاه شهری ژنو
فرودگاه شهری ژنو (به انگلیسی: Geneva Municipal Airport) یک فرودگاه همگانی بهره‌برداری هوایی است که یک باند فرود آسفالت دارد و طول باند آن ۱۲۱۴ متر است. این فرودگاه در شهر جنیوا، آلاباما کشور ایالات متحده آمریکا قرار دارد و در ارتفاع ۳۱ متری از سطح دریا واقع شده‌است.